# Дигнага
Дигнага (санскр. दिग्नाग; (mahā-)dignāga, dignāga; тиб. ཕྱོགས་ཀྱི་གླང་པོ། — Phyogs-kyi gLang-po; кит. 陳那 — Чэньна, жил приблизительно 480—540) — индийский мыслитель, буддийский монах, принадлежащий школе йогачара, основатель индийской буддийской логики.
Дигнага родился в семье брахмана в Симхавакта около Канчи (Канчипурам), его учителем был Нагадатта из школы Ватсипутрия. Это направление буддийской мысли считает, что существует реальная индивидуальность (пудгала), которая не зависит от отдельных элементов или агрегатов, входящих в её состав.
Позже он учился логике у Васубандху и освоил мастерство логических диспутов, одержав много побед. Последние годы Дигнага провел в Ориссе. Большинство его сочинений сохранились в китайском и тибетском переводах.
Работа Дигнаги Хетучакра (Колесо причины) посвящена формальной логике и выводит новую форму дедуктивного логического умозаключения. Эта работа является переходом между прежней доктриной трайру: пия и теорией вья: пти, которую Дигнага обосновал позже.
Другие работы:
- Трактат об объектах и познании (Аламбанапарикша) : Дигнага, следуя Васубандху, доказывает, что объект познания не может принадлежать внешнему миру, используя два критерия: объект познания должен быть причиной познания и обладать той же формой, которая проявляется в познании. Внешний объект, обладающий «массивной формой» (стхула-акара), этим условиям не соответствует, а потому можно говорить только об «объекте, являющемся в познании»
- Трактат об источниках знания (Праманасамуччая) — основной труд Дигнаги по эпистемологии и логике.
- Трактат о правильных принципах логики (Ньяя-мукха).

Дигнага в своих работах пытался сформулировать, какие источники знания являются правильными. Дигнаге принадлежала заслуга создания новой категориальной системы, которая обозначалась не как падартхи, а как панчавидхакалпана — «пятеричная конструкция рассудка».

## Последователи
Согласно энциклопедии Кругосвет:

Самым известным учеником Дигнаги был Ишварасена, основным продолжателем — Дхармакирти (VII век). Среди его комментаторов можно выделить Джинендрабуддхи (IX век). Категориальная же система Дигнаги развивается в комментарии Камалашилы к Таттвасанграхе Шантаракшиты (VIII век) и ряде других текстов Виджнянавады. Дигнага оказал влияние на логико-эпистемологические воззрения вайшешика Прашастапады (VI век). С его концепциями полемизировали найяики, мимансаки и джайны, а также буддист-мадхъямик Чандракирти (VI—VII вв.).